# Glaciar de Rebmann
El Glaciar de Rebmann  se encuentra cerca de la cima del Monte Kilimanjaro en el país africano de Tanzania y es un pequeño remanente de una capa de hielo enorme que, una vez coronaba la cima del Monte Kilimanjaro. Esta capa de hielo ha retrocedido significativamente en el último siglo y entre 1912 y el 2000, el 82 por ciento del hielo de los glaciares en la montaña ha desaparecido. El glaciar lleva el nombre del misionero y explorador alemán, Johannes Rebmann que fue el primer explorador blanco en informar de la nieve y los glaciares en la cima del Monte Kilimanjaro en 1848.